# اراده برای باور
اراده برای باور (به انگلیسی: The Will to Believe) یک سخنرانی از ویلیام جیمز است که متن آن برای اولین بار در سال ۱۸۹۶ منتشر شد. جیمز در برخی موارد از پذیرش یک باور بدون شواهد قبلی بر حقیقت آن دفاع می‌کند. او در این سخنرانی نگران دفاع از عقلانیت فاقد شواهد کافی برای حقیقت ایمان دینی است. جیمز در مقدمه خود می‌گوید: «امشب را با خود آورده‌ام… مقاله‌ای در توجیه ایمان، دفاع از حق ما در اتخاذ نگرش اعتقادی در مسائل دینی، علی‌رغم این واقعیت که عقل منطقی صرف ما ممکن است آن را نپذیرفته باشد. بر این اساس، اراده برای باور، عنوان مقاله من است.»
اراده برای باور جیمز و مقاله ویلیام کلیفورد «اخلاق باور» سنگ محک بسیاری از بحث‌های معاصر دربارهٔ مدرک‌گرایی، ایمان و باور بیش از حد هستند. اراده برای باور شامل سخنان مقدماتی است که ده بخش شماره‌گذاری شده، که بدون عنوان هستند.